# 뱅상 보수
뱅상 보수(프랑스어: Vincent Bossou, 1986년 2월 7일 ~ )는 토고의 국가대표 축구 선수로 포지션은 센터백이다. 2015 시즌 대한민국 K리그 챌린지의 고양 HiFC에서 활약한 바 있다. K리그 등록명은 보소우였다.

## 선수 생활
뱅상 보수는 토고의 구단 마라나타 FC에서 축구 선수 생활을 시작하였다. 2010년 1월 15일 튀니지의 명문 구단 에투알 스포르티브 뒤 사엘과 2년 계약을 맺으며 이적하였다. 그러나 사엘과의 계약은 두 달만에 해지되었고, 3월 18일 보수는 마라나타로 복귀하였다.
2011년 5월 뱅상 보수는 베트남의 나비뱅크 사이공 FC로 이적하였다. 2013년에는 베카멕스 빈즈엉 FC로 이적하였다.
2015년 뱅상 보수는 대한민국 K리그 챌린지의 고양 HiFC로 이적하였으며, 등번호는 28번을 부여받았다. 보수는 보소우라는 이름으로 등록되었으며, 그는 K리그 역사상 최초의 토고 선수였다. 그러나 보수는 프리시즌 전지훈련에서 부상을 당했고, 회복 속도가 더디어 1경기도 뛰지 못한 채, 7월 구단과의 계약이 해지되었다.
자유 계약으로 풀린 뱅상 보수는 탄자니아의 축구팀 영 아프리칸스 SC로 이적하였다.

## 국가대표 생활
뱅상 보수는 토고 축구 국가대표팀의 일원이었으며, 2010년 아프리카 네이션스컵 명단에 합류하였다. 그러나 로 인해 토고 국가대표팀은 참가를 기권하였다. 보수는 이후 2013년 아프리카 네이션스컵, 2017년 아프리카 네이션스컵의 A대표팀 명단에 포함되었다.

### 국가대표 득점 기록
토고의 득점이 우선 표기 된다.
| No. | 날짜           | 장소                     | 상대   | 득점 | 결과 | 대회                                |
| --- | -------------- | ------------------------ | ------ | ---- | ---- | ----------------------------------- |
| 1.  | 2016년 9월 4일 | 토고 로메 스타드 드 케그 | 지부티 | 1–0  | 5–0  | 2017년 아프리카 네이션스컵 예선 A조 |